# Італійсько-швейцарський кордон
Кордон між сучасними державами Швейцарією та Італією простягається на 744 кілометри (462 милі) від французько-швейцарсько-італійського трипункту в Мон-Долент на заході до австрійсько-швейцарсько-італійського трипункту поблизу Піц-Лад на сході. . Більша частина кордону проходить через Високі Альпи, піднімаючись на висоту понад 4600 метрів (15100 футів) на схід від Дюфуршпіце, але вона також спускається до найнижчої точки в Швейцарії, коли проходить Лаго Маджоре на висоті нижче 200 метрів (660 футів).

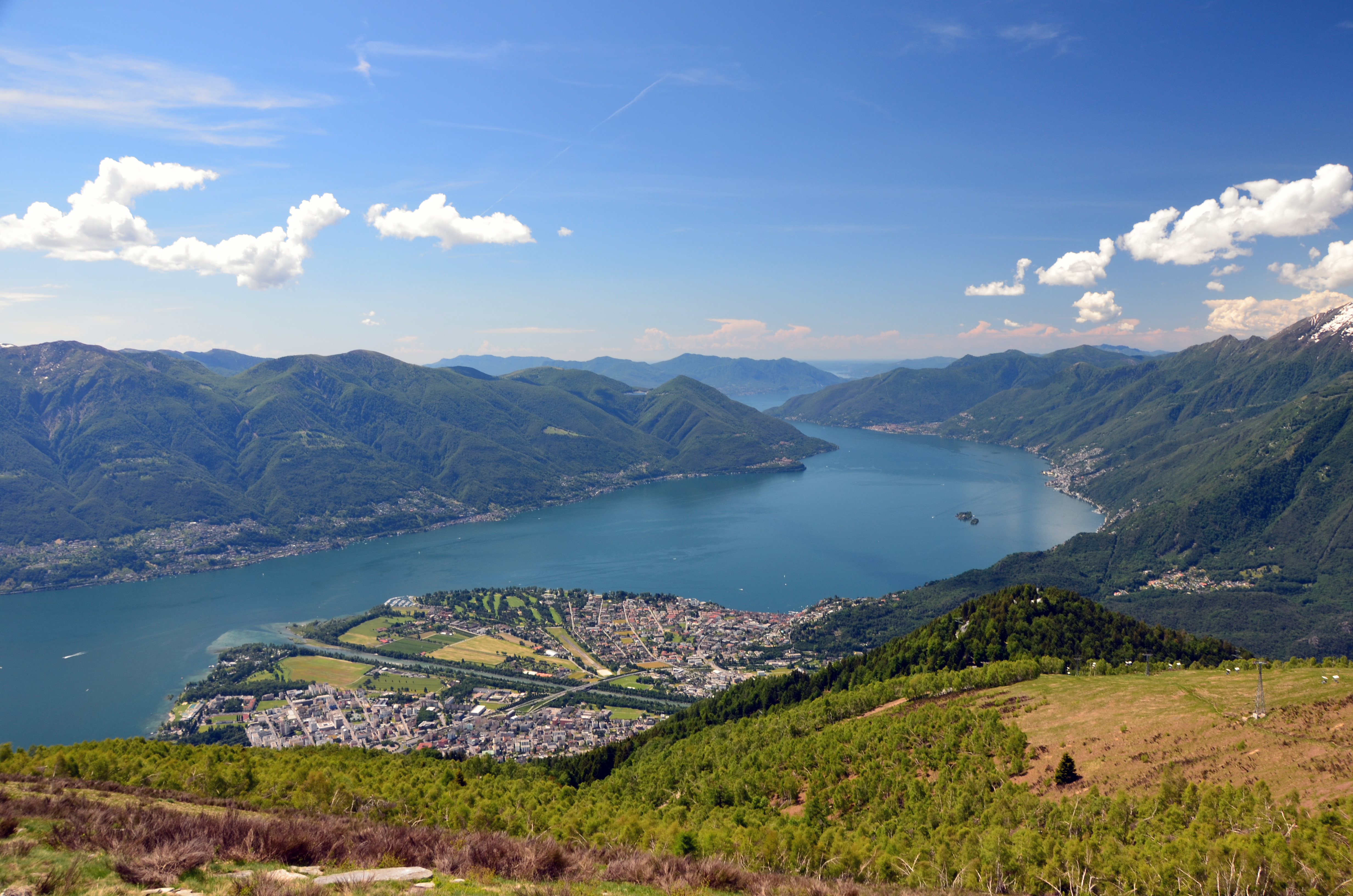
Вид на озеро Маджоре в напрямку Італії, Аскона на передньому плані, Бріссаго і Каннобіо на правому березі та Луїно на задньому плані

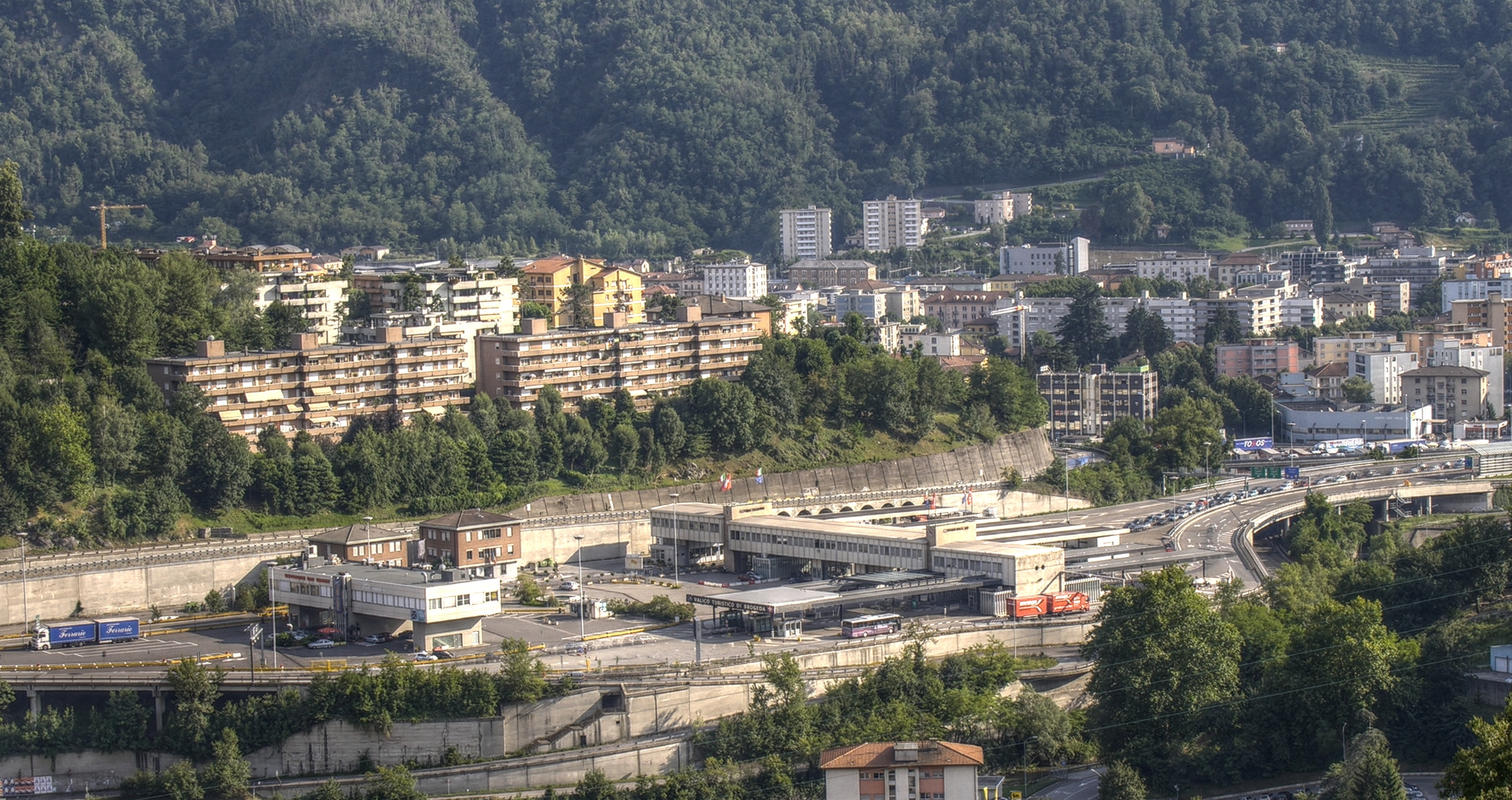
Прикордонний перехід у Кьяссо

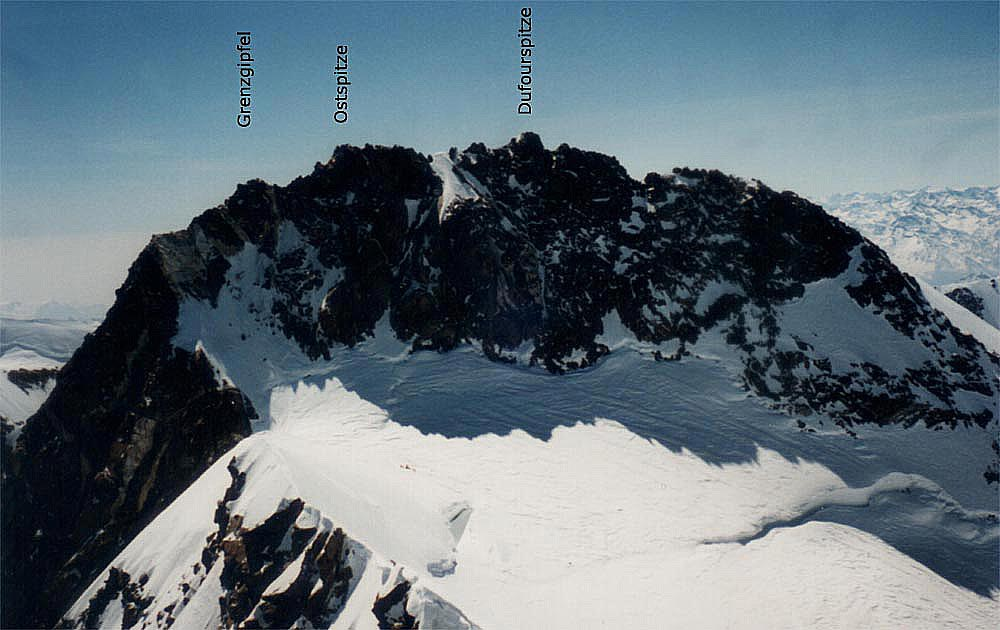
вид на Гренцгіпфель, найвищу точку швейцарського кордону, недалеко від Дюфуршпіце, найвищої точки на швейцарській землі.

## Історія
Кордон є продуктом наполеонівського періоду, встановленого тимчасовою конституцією Гельветської Республіки від 15 січня 1798 року, відновленої в 1815 році. Хоча цей кордон існував як кордон Швейцарії з 1815 року, існувала лише єдина італійська держава, яка дозволяла існування «швейцарсько-італійського кордону» з утворенням Королівства Італія в 1861 році, раніше він охоплював кордони між Швейцарією та Королівством Сардинія, Королівством Ломбардія-Венеція та провінцією Цислейтанія Австро-Угорщини. Після утворення Італійського королівства залишилися деякі територіальні суперечки, вирішені в Конвенції про Італію та Свіцера про аккредитацію кордонів Ломбардії та Кантону Гріджоні від 1863 року. Інші швейцарсько-італійські договори щодо ходу кордону датуються 1873/4, 1936/7 та 1941 роками.
З 1946 року він залишається незмінним як кордон між Італійською Республікою та Швейцарською Конфедерацією, за винятком незначних виправлень і обмінів територією, таких як включення загородження Лаго ді Лей у Швейцарії в 1950-х роках. У 2008 році Швейцарія стала частиною Шенгенської зони, що означає, що прикордонний контроль уздовж цього кордону було знято з 12 грудня 2008 року. Проте, хоча прикордонникам обох країн більше не дозволяється зупиняти подорожуючих лише з метою паспортної перевірки, вони можуть досі проводять митні перевірки, оскільки Швейцарія не входить до Митного союзу ЄС.

## Детальний шлях
Кордон, як показано Swisstopo, відокремлює швейцарський кантон Вале від італійської долини Аоста та регіону П'ємонт, кантон Тічіно від П'ємонту та Ломбардії та кантон Граубюнден від Ломбардії та Південного Тіролю. Пролягаючи на схід від Мон-Долент, кордон торкається Гранд Голліа та Великого перевалу Сен-Бернар, а потім відвідує серію трьохтисячних вершин, включаючи Мон-Велан, Мон-Брюле та Тет-Бланш, а потім піднімається на 4171 метр (13684 фута) у Дент-д'Еренс. і до 4476 метрів (14 685 футів) у Маттерхорні, далі йдуть Фургхорн, Брейтхорн, Цвілінге, Монте-Роза на 4 554 метри (14 941 фут) і Гренцгіпфель на схід від Дюфуршпіце на 4 618 метрів (15 151 футів).
Тепер кордон оточує італійську долину Домодоссола, проходячи через Гонду, Монте-Леоне, Бортельхорн, Хельсенхорн, через тунель Сімплон, що з'єднує Бріг з Варцо, Грісхорн на південь від перевалу Нуфенен, і формуючи західний кордон Тічіно, проходить через Марчхорн, Басодіно, Піццо. Fiorera, Wandfluhhorn, Pizzo Quadro, Pizzo di Porcaresc, Pilone і спускається нижче 1000 метрів (3300 футів), пробігаючи через Чентоваллі вздовж відрізку Мелецца.
Він знову піднімається до піку Пілоне, а потім спускається до озера Маджоре між Бріссаго і Каннобіо, на лівому березі виходить до Кавіано і проходить на захід від Лугано та сіл Малькантоне до Понте Треза на озері Лугано.
Потім він утворює найпівденніший куточок Швейцарії, включаючи Кьяссо, повертаючи знову на північ за межі Комо і тепер утворюючи східний кордон Тічіно, що йде на захід від озера Комо, минаючи озеро Лугано знову на захід від Лугано і торкаючись Монте Богліа, Сіма ді Фойоріна, Газірола, Cima di Cugn, Pizzo Campanile, знову досягає 3000 метрів (9800 футів) у Піццо-Квадро між Валь-Мезолчіною та К'явенною, а далі на північ до Піццо Тамбо, перевалу Сплюген і Піц-Тімун.
Швейцарсько-італійський кордон тут має особливість, що включає водосховище Лаго ді Лей в Італії, але в штучному виступі, включаючи дамбу водосховища в Швейцарії. Знову повертаючи на південь, він перетинає Валь-Брегалья в Кастасеньї і повертає на схід у напрямку Сіма-ді-Кастелло, утворюючи тепер північний кордон Вальтелліни, території, яка була втрачена Трьома Лігами в 1797 році з утворенням Цизальпійської Республіки.
Валь Поскьяво залишається частиною Граубюнден, і відділений від Вальтелліни кордоном, що проходить на північ від Тирано, повертаючи знову на північ уздовж Піц Парадізін, Мунт Котшен, Піц да л'Акуа до включення Лівіньо в Італію.
Тепер кордон проходить за південним вододілом Валь-Мюстаїр, торкаючись Піц Муртарол, Піц Чай Фондада, Піц Шумбраїда, Піц Умбрайл, доки не досягне перевалу, що з'єднує Віншгау з Вальтелліною і Стілфсерйох. Тепер кордон повертає на північ на останньому відрізку, що відокремлює Валь-Мюстер і Енгадін від Віншгау, Південний Тіроль, закінчуючи австрійсько-швейцарсько-італійським трипунктом на північ від Піц-Лад.

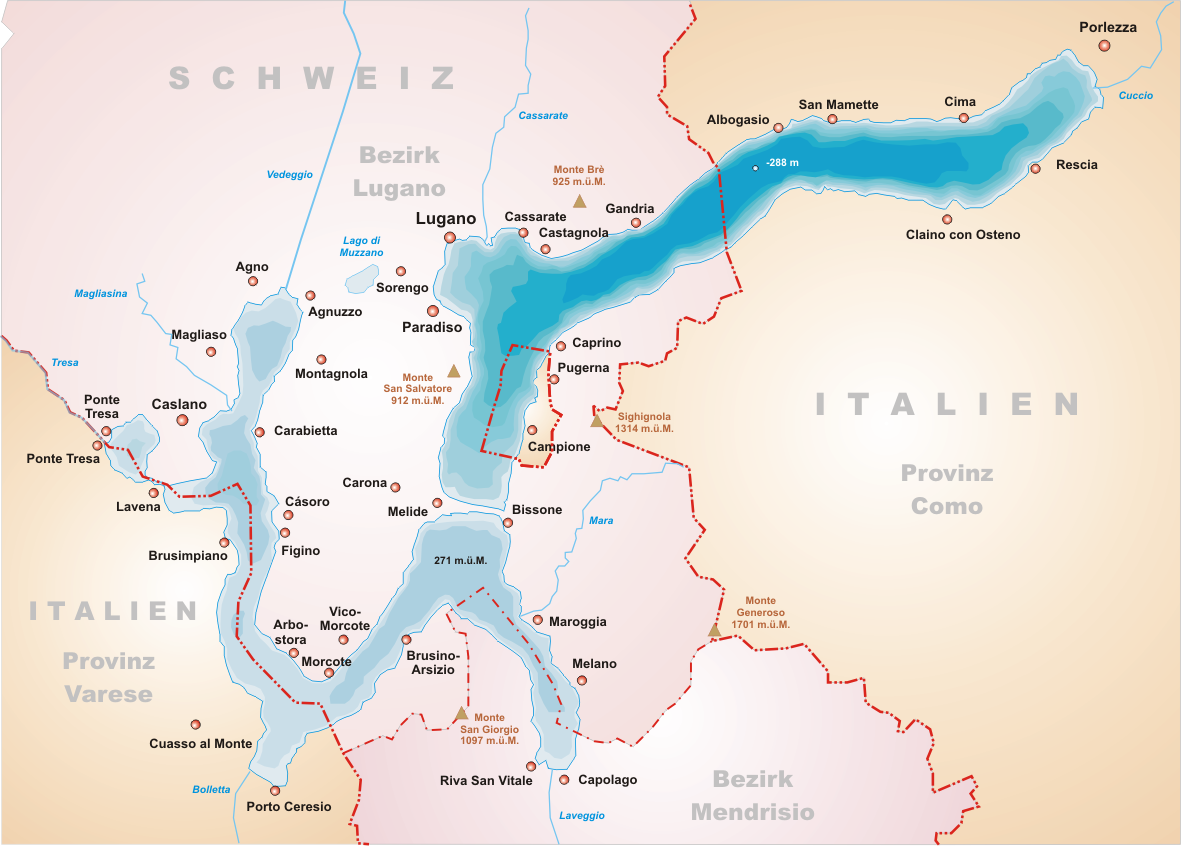
Карта, що показує розташування анклаву Кампіоне поблизу центру.

Кампіоне-д'Італія
Кампіоне-д'Італія (Campione d'Italia) — муніципалітет в Італії, у складі провінції Комо в регіоні Ломбардія, в ексклаві, в оточенні швейцарського кантону Тічіно. Найближчий ексклав знаходиться менше ніж за один кілометр (0,6 милі) від решти Італії, але гірський рельєф між ними вимагає подорожі по дорозі понад 14 км (9 миль), щоб дістатися до найближчого італійського міста Ланцо д'Інтелві. , і понад 28 км (17 миль) до міста Комо.
Вся територія італійського села де-факто була включена до Швейцарської митної зони за одностороннім рішенням швейцарської влади. Будучи ексклавом Італії, неможливо потрапити на територію, не перетнувши ні територію Швейцарії, ні води. 1 січня 2020 року Кампіоне та італійські води озера Лугано стали частиною Європейського митного союзу, і були створені митні пункти перетину кордону та контрольно-пропускні пункти.

## Нелегальна імміграція
У 2016 році через збільшення нелегальної імміграції з Італії до Швейцарії, пов'язаної з європейською міграційною кризою, швейцарський уряд розправився з цією практикою, встановивши суворіший контроль у поїздах, що прямують до Швейцарії, та розгорнувши патрулювання вертольотів і безпілотників. Уряд відхилив заклики побудувати огорожу вздовж кордону. У квітні 2017 року міністерство закордонних справ Італії викликало швейцарського посла для «термінових переговорів» після того, як Швейцарія вирішила закрити на ніч «три невеликих прикордонних переходи».